# ドロホターゼン
ドロホターゼン または ドロホテルゼン (ドイツ語: Drochtersen) は、ドイツ連邦共和国ニーダーザクセン州のシュターデ郡に属す町村（以下、本項では便宜上「町」と記述する）である。この町はハンブルクの北西約45kmのエルベ川南岸に位置する。人口約12,000人で、ケーディンゲン南部の大部分を包含する。

## 地理

### 位置
ドロホターゼンの町はかつてエルベ川下流域の島であったクラウトザント地区が長さ15kmにわたってこの川を町境としている。南はシュターデ市に属すビュッツフレート集落と境を接している。

### 町村合併
自治体としてのドロホターゼンには、アッセル、リッチュ、バルンクリーク、クラウトザント、ヒュル、ドルンブッシュといった集落を包含している。

## 歴史
ザクセン人の古い入植地であるドロホターゼンは1287年に初めて記録されている。現在の自治体としてのドロホターゼンの町は1972年に旧町村のドロホターゼン、アッセル、ヒュルが合併して成立した。

## 行政

### 議会
ドロホターゼンの町議会は27議席からなる。

### 首長
2015年7月1日からマイク・エックホフ（無所属）が町長を務めている。

### 紋章
銀地に赤い階段状の山型模様が2つ描かれている。この紋章の由来は明らかでない。ドロホターゼンの町当局は1938年3月5日にこの紋章を制定した。1972年の地域再編で近隣町村と合併した後、この紋章は新自治体ドロホターゼンの紋章として存続した。ヒュルとアッセルは固有の紋章を有していない。やがてアッセル、ドルンブッシュ、クラウトザントでもこの紋章が使われるようになった。

### 姉妹自治体
- Rosières-en-Santerre（フランス、ソンム県）

## 文化と見所
ドロホターゼン町内ヒュル地区にあるクンストラウム・ドロホターゼン（ドロホターゼン芸術スペース）は公的支援を受けている民間主導のギャラリー兼教育施設である。ドルンブッシュ地区ではハイイロガンの日として特別な文化イベントが開催される。

### 建造物
バルンクルーク地区にはヘントラー＆ナターマンの散弾製造のための高さ42mの散弾製造塔がある。この塔は現在は散弾の製造には使われていない。アッセルには教会の近くに昔の生活を展示した地方博物館がある。アッセル住民協会e.V.が建造した狩猟者財団内では、生活や労働の様子がより詳しく集中的に展示されている。

### 計画中の建造物
計画中のアウトバーンA20号線とA26号線が将来結ばれる際には、ドロホターゼンにそのジャンクションが建設されることになる。これと同じ時期にドロホターゼンからシュレースヴィヒ＝ホルシュタイン州コルマーへ抜けるA20号線のエルベトンネルも建設される予定である。

### 年中行事
ドロホターゼンはクロッカスの栽培地で、花の祭が開催される。この祭ではオールドタイマートレフが開催される。これは毎年決まったテーマに基づいて古い乗用車、トラクター、トラック、オートバイ、スクーターなどが一堂に会するものである。
被昇天の祝日の週末にはクラウトザントで芝刈り機レースの世界チャンピオン大会が開催され、1万人近くの観客が訪れる。
夏にはクラウトザントのエルベ川の河岸で草競馬が行われる。
秋になるとケーディンゲン全域にハイイロガンが飛来するのに合わせて「ハイイロガンの日」が開催される。
この他には、毎年、射撃祭が開催され、近隣地域から多くの射撃クラブがドロホターゼンに集まる。

### スポーツ
この町の最強のサッカークラブは1977年に設立されたSVドロホターゼン/アッセルである。このクラブの男子第1チームはニーダーザクセン東部オーバーリーガに所属し、ドロホターゼンのケーディンガー・シュターディオンをホームグラウンドとしてプレイしている。

## 経済と社会資本

### 交通
ドロホターゼンは郡道111号線および連邦道B495号線に面している。
集落の東には洪水防止のために1978年に造られたルーティンシュトルム堰がある。
ドロホターゼンをシュターデやイッツヴェルデンと結んだ1899年に建設された狭軌鉄道ケーディンガー・クライスバーンは、1936年に廃線となり、撤去された。この路線のいくつかの車両はジルト島に売却され、同島の北端と南端とを結ぶ路線で運行されていたが、このジルト島の鉄道もすでに廃止されている。

### 企業
ドロホターゼンの経済は中規模企業が主力である。多くの企業はドロホターゼン営業組合e.V.に加盟している。主に救命ボートを製造し、世界中に輸出しているハテッケヴェルフトケーディンゲン地域最大の雇用主である。営業組合は地域経済を強化し、地域通貨「ケーディンガー」の導入を検討している。

### メディア
シュターダー・ターゲブラットは、南ケーディンガー地方版を刊行している。

### 教育
ドロホターゼンには総合学校が1校ある。ドロホターゼン共同総合学校「エルプマルシェン・シューレ」は、本課程学校、実科学校、ギムナジウムの3つの異なる教育部門を1つの学校に統合したものである。ギムナジウム部門は第10学年までが学び、アビトゥーア修得を希望する生徒は転校する必要がある。たとえば、シュターデのギムナジウム・アテナエウムやヴィンセント・リューベック・ギムナジウムがその転校先となる。本課程学校の生徒は全課程を完結することができる。

## 引用
1. ↑  Landesamt für Statistik Niedersachsen, LSN-Online Regionaldatenbank, Tabelle A100001G: Fortschreibung des Bevölkerungsstandes, Stand 31. Dezember 2023